# Tătăruși (gmina)
Tătăruși – gmina w Rumunii, w okręgu Jassy. Obejmuje miejscowości Iorcani, Pietrosu, Tătăruși, Uda i Vâlcica. W 2011 roku liczyła 5409 mieszkańców.